# Household Cavalry

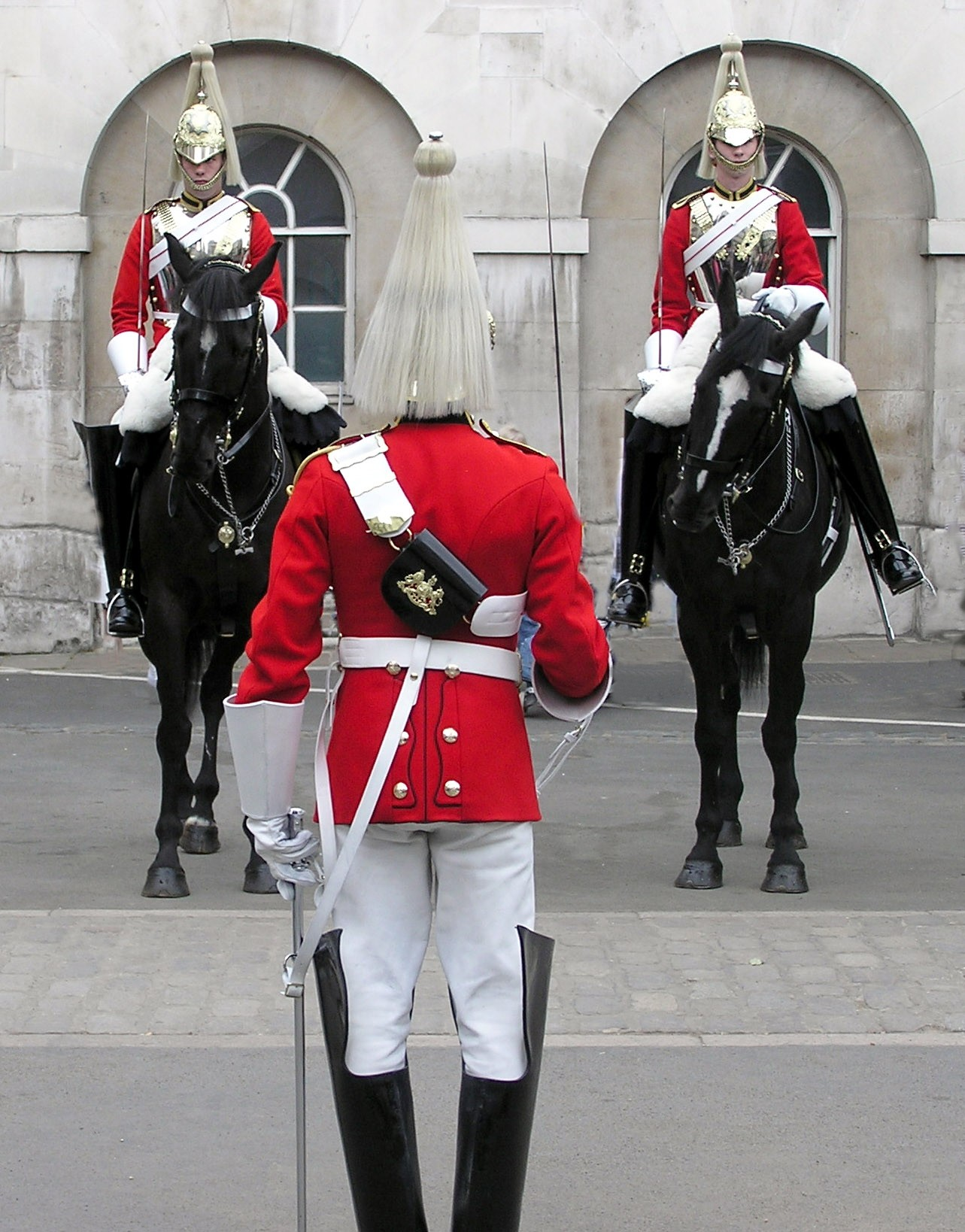
Life Guards de garde à Whitehall (Londres), portant les Jackboots et cuirasse traditionnelles.

Le terme Household Cavalry (litt. « cavalerie domestique ») est utilisé à travers tout le Commonwealth pour décrire la cavalerie des Household Divisions, composées dans chaque pays des troupes d'élite et/ou historiques ou de soldats chargés de la sécurité du chef de l'État.
Les Governor General's Horse Guards du Canada ou la President's Bodyguard (en) d'Inde sont des régiments typiques de Household Cavalry, employant des blindés en service et des unités équestres pour les cérémonies. Cependant quand il est utilisé sans précision du pays, le terme fait référence à la Household Cavalry de l'armée de terre britannique.